# Pool Antimafia
El Pool Antimafia era un equip de jutges de Palerm que van lluitar contra la màfia entre els anys 1983 i 1992. El grup és conegut per haver endegat el Maxiprocesso di Palermo, el major procés contra la màfia dut a terme mai.
El 23 de maig de 1992, el jutge Giovanni Falcone, la seva dona i els seus tres guardaespatlles van ser assassinats prop de Capaci, a l'autopista entre l'aeroport de Punta Raisi i Palerm, en una explosió de bomba. El 19 de juliol del mateix any, el jutge Paolo Borsellino i cinc policies van morir a mans d'una altra bomba a la Via D'Amelio, Palerm.

## 1975-1992
Dotze anys abans dels assassinats de Falcone i Borsellini, el 1979 i 1980, els magistrats Cesare Terranova i Gaetano Costa havien estat assassinats per la màfia. En aquest moment, Giovanni Falcone va entrar a la Fiscalia de Palerm, sota les ordres de Rocco Chinnici. Paolo Borsellino ja havia començat a treballar cinc anys abans (el 1975) a l'oficina.
El 1980, Paolo Borsellino, com a jutge, juntament amb el capità dels carabinieri, Emanuele Basile, va aconseguir la detenció de sis mafiosos. El mateix any, Emanuele Basile, la seva dona i la seva filla, van ser assassinats en represàlia.
El 1983, Rocco Chinnici va ser assassinat, i va ser succeït per Antonino Caponnetto. El gran objectiu del Pool era seguir la "ruta dels diners" per poder determinar les activitats d'aquestes organitzacions.
El Pool mantenia una col·laboració estreta amb policies com Antoni 'Ninni' Cassarà, i Giusspee 'Beppe' Montana, Comissari della Squadra Mòbil de Palerm, tots dos assassinats l'estiu del 1985. Al lloc de l'assassinat de Giuseppe Montana, Cassarà li digué a Borsellino: "Convinciamoci che siamo dei cadaveri che camminano".
El Pool va ser el responsable del Maxiprocesso di Palermo, després de la confessió de Tommaso Buscetta, un penedit. El maxiprocés va durar des del 10 de febrer de 1986 fins al 16 de desembre de 1987, i va donar lloc a l'acusació de 474 mafiosos, dels quals 360 van ser condemnats a un total de 2.665 anys de presó.
Després d'això, diversos membres van abandonar el Pool; al desembre de 1986, Borsellino es converteix en procurator de la Repubblica de Marsala; al setembre de 1987, Caponnetto el deixa per raons de salut, i és substituït per Antonino Meli (elegit en el lloc de Falcone, en una decisió controvertida).
El 9 d'agost de 1991, Antonio Scopelliti, "il Giudice solo" (el jutge sol), és assassinat. En el seu funeral, Falcone declara: "Il prossimo sono io" (Jo sóc el següent).

## Massacre de Carpaci. 23 de maig de 1992
El 23 de maig de 1992, quan viatjava per la carretera entre l'aeroport de Punta Raisi (ara rebatejat com a Aeroport Falcone-Borsellino) i la ciutat de Palerm, un artefacte amb 350 kg d'explosius va esclatar. Falcone va morir en l'explosió, així com la seva dona, Francesca Morville, i tres guardaespatlles (Rocco Di Cilla, Montinaro Antoni i Vito Schifani).

## Via D'Amelio, Palerm. 19 juliol 1992
Després de la mort de Falcone, Borsellino declara que ell sap que és el primer de la llista.
El 19 de juliol del mateix any, Borsellino és assassinat en una explosió a la Via D'Amelio, amb cinc policies (Agostino Catalano, Cosin Walter, Emanuela Loi, Vincenzo Li Muli, Claudio Traina).

## Conseqüències dels assassinats de Falcone i Borsellino
Després de la mort de Falcone i Borsellino, l'exèrcit italià és enviat a Sicília en una operació anomenada Vespri siciliani. 7.000 soldats hi són enviats. L'exèrcit va romandre a l'illa fins al 25 de juny de 1998.
Després de la intervenció de l'exèrcit, el 15 de gener de 1993, la policia captura Salvador Riina, a qui s'acusa d'haver ordenat els assassinats de Falcone i Borsellino. Va ser condemnat a presó perpètua.